# Kulturdenkmale in Radebeul
Kulturdenkmale in Radebeul beschreibt die Denkmallandschaft in der sächsischen Stadt Radebeul.

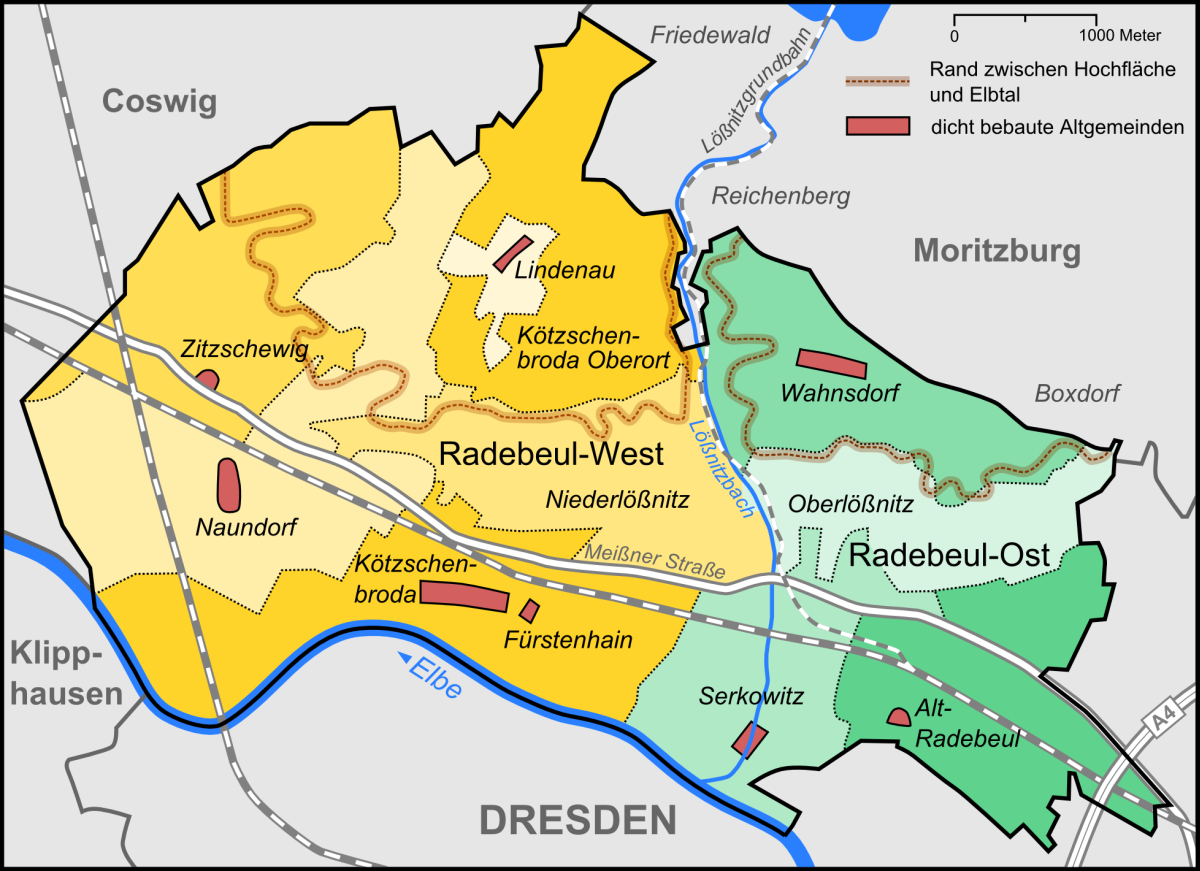
Lage der Radebeuler Stadtteile: gelb: Radebeul-West (ehem. Stadt Kötzschenbroda), grün: Radebeul-Ost (ehem. Stadt Radebeul)

Der Verweis auf die einzelnen Kulturdenkmale erfolgt über die Liste der Kulturdenkmale in Radebeul, die eine Teilliste der Liste der Kulturdenkmale im Landkreis Meißen ist und damit zur Liste der Kulturdenkmale in Sachsen gehört.

## Radebeuler Denkmallandschaft

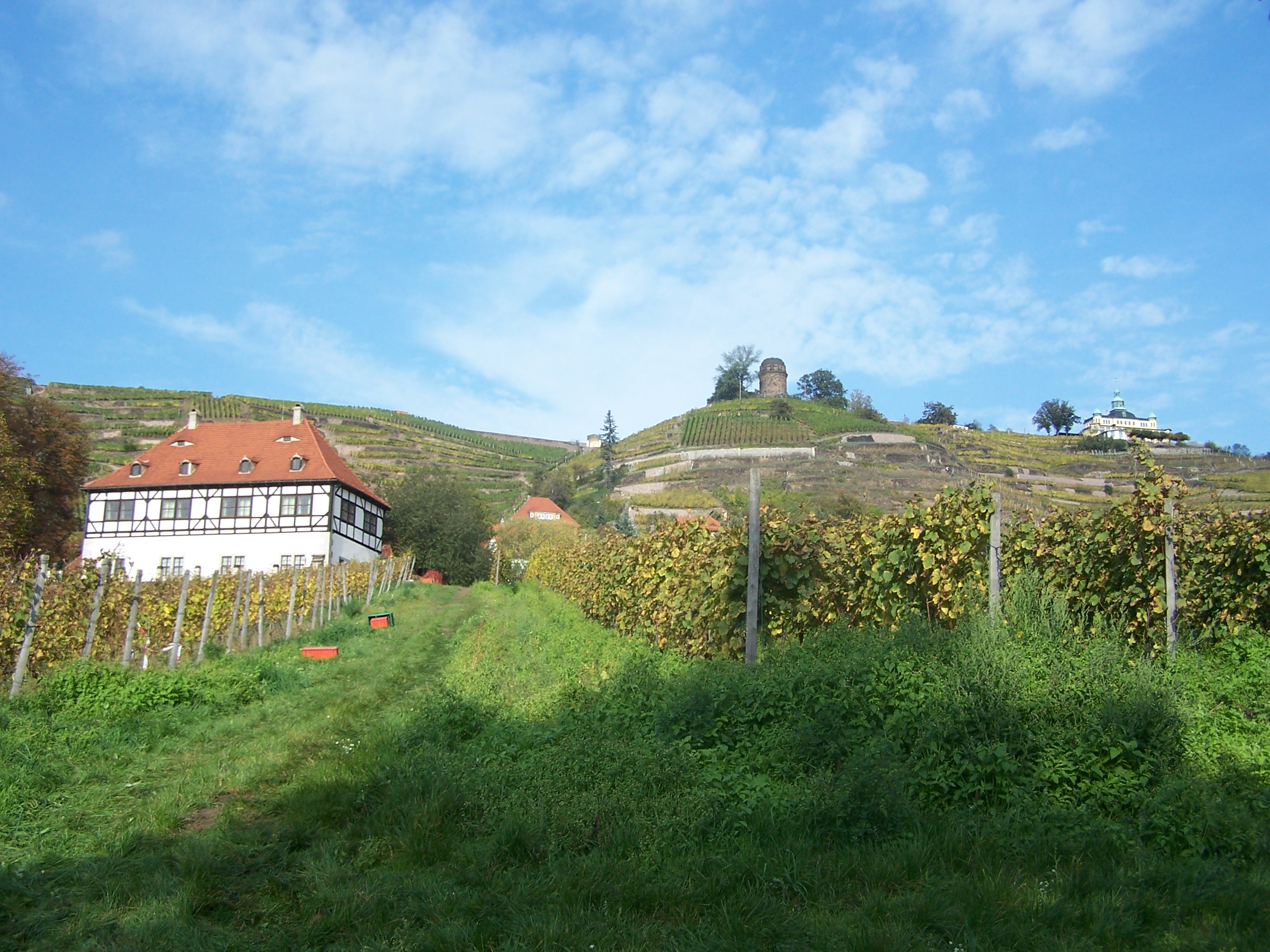
Weinberge der Historischen Weinberglandschaft an der Hoflößnitz, im Hintergrund Bismarckturm und Spitzhaus

In der Großen Kreisstadt Radebeul, direkt benachbart der Landeshauptstadt Dresden, wohnen rund 34.000 Einwohner. Die Anzahl der Adressen, an denen sich teilweise mehrere Kulturdenkmale unterschiedlicher Art befinden, beläuft sich auf etwa 1275, was etwa 1565 einzeln unterscheidbare (Einzel-)Denkmale in Radebeul ergibt (Stand 2012). Aufgrund der hohen Denkmaldichte von über 45 Denkmalen pro 1000 Einwohner und bedingt durch ihre historische Entwicklung besaß die Große Kreisstadt Radebeul als kommunale Körperschaft nach der Wende eine eigene Untere Denkmalschutzbehörde, die in der Regel sonst nur beim Landkreis oder in einer Kreisfreien Stadt angesiedelt ist.
Zum 1. Juli 2012 jedoch „opfert[e] Radebeul den Denkmalschutz“, um alle „Register für die Landesbühnen Sachsen“ ziehen zu können. Die Zuständigkeit für den Denkmalschutz wurde an den Landkreis Meißen nach Großenhain abgegeben. Im Gegenzug soll das „Landratsamt darüber nach[denken], ein Beratungszimmer im Jobcenter auf der Dresdner Straße [in Radebeul] einzurichten.“ Damit „verlier[t] Radebeul [das] über Jahrzehnte zusammengetragene[…] Denkmalarchiv, eine echte Schatzkammer an Wissen“ sowie die „Fachkompetenz und [das] Engagement der Mitarbeiter für ihre Stadt.“ Die „rein ökonomischen Gründe[…]“ und die mehrheitliche Entscheidung des Stadtrats wurden vom Oberbürgermeister so erklärt, dass insbesondere die „immer weiter anwachsenden Belastungen […] der unteren Denkmalschutzbehörde ohne sachgerechten finanziellen Ausgleich sowie die seitens des Landes erzwungene regelmäßige finanzielle Beteiligung der Stadt an den Landesbühnen“ nebst dem vom ehemaligen Regierungspräsidium „»ererbten« Bearbeitungsrückstau bei den Steuerbescheinigungen“ zur Denkmalabschreibung zu dieser Entscheidung gezwungen haben. Zum 24. Mai 2012 wurde noch eine neue Denkmalliste veröffentlicht, nachdem die vorherige Liste den Stand vom 17. April 2008 hatte.
Die Radebeuler Kulturdenkmale verteilen sich auf alle Stadtteile, jedoch befinden sich nördlich der sich von Ost nach West durch die Stadt ziehenden Meißner Straße die meisten davon, bedingt durch die große Anzahl von Baudenkmalen in den beiden Villenquartieren Oberlößnitz und Niederlößnitz.
Ein Teil dieser Anwesen liegt in dem seit 1999 ausgewiesenen Denkmalschutzgebiet Historische Weinberglandschaft Radebeul, das sich entlang der in der Karte als braune Linie dargestellten Hangkante der Lausitzer Verwerfung durch die ganze Stadt zieht.

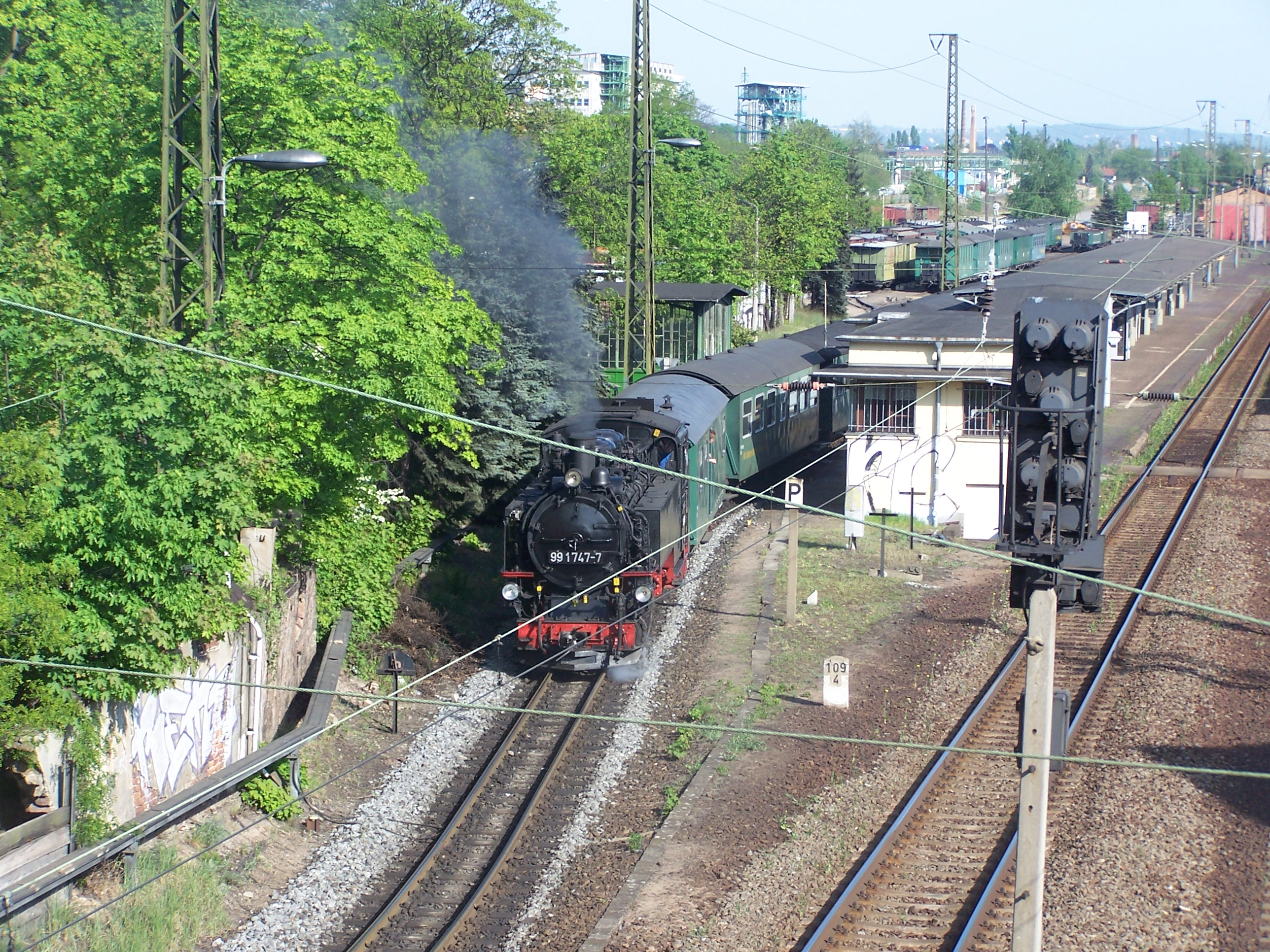
Bahnhof Radebeul Ost mit ausfahrendem Schmalspurzug

Ebenfalls in der Karte zu erkennen ist die schmalspurige Eisenbahnstrecke der Lößnitzgrundbahn, die vom Bahnhof Radebeul Ost ausgehend nach Westen und dann nach Norden durch den Lößnitzgrund verläuft. Sowohl die Bahnstrecke selbst als auch Immobilien und Rollendes Gerät des Lößnitzdackels stehen unter Denkmalschutz.
Die Kulturdenkmale in Radebeul werden in der offiziellen Denkmalkartierung unterteilt in:
- Denkmalschutzgebiet
- Sachgesamtheiten
- Werke der Landschafts- und Gartengestaltung
- Nebenanlagen
- Einzeldenkmale

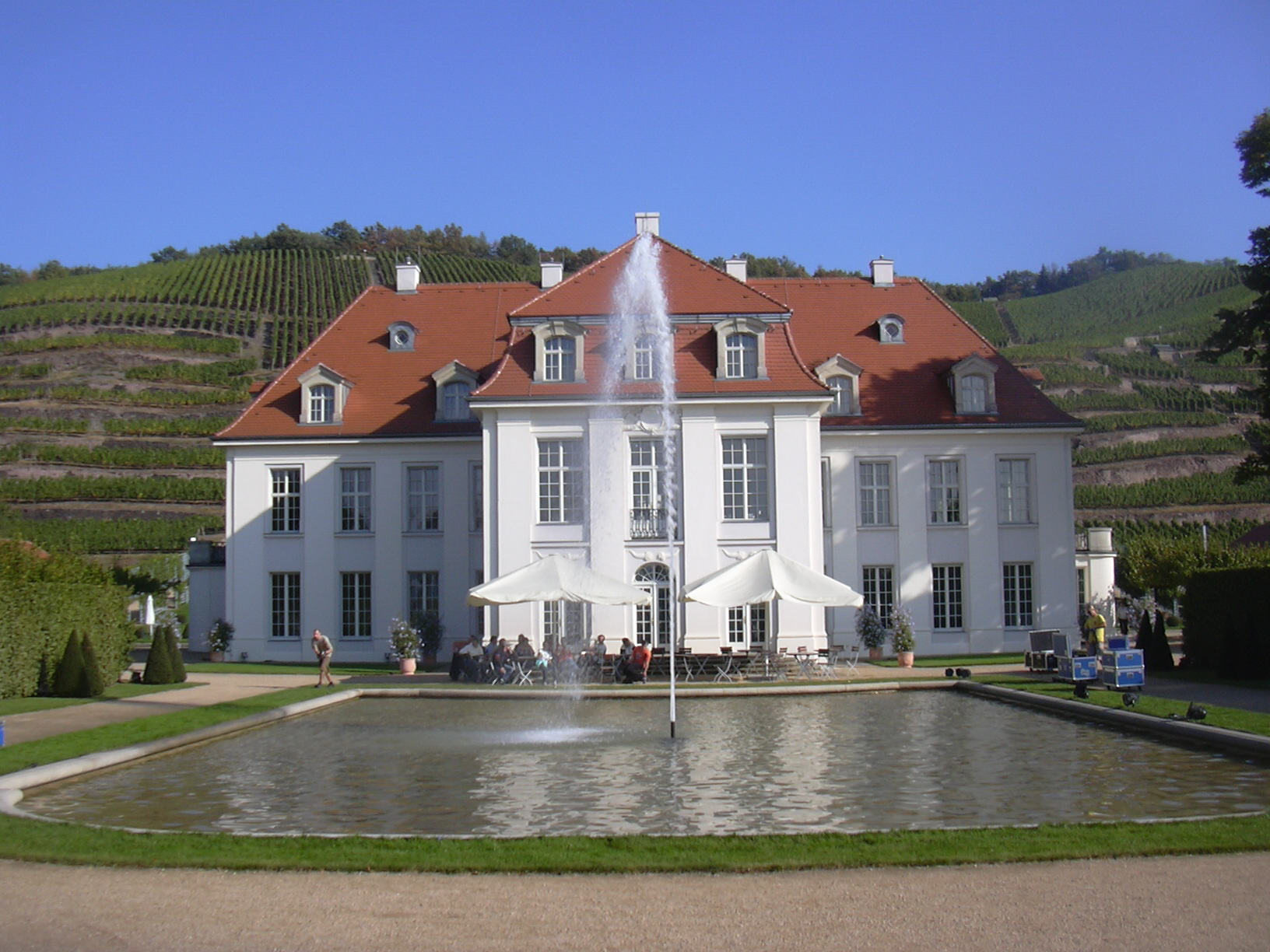
Schloss Wackerbarth

Einige dieser unterschiedlichen Denkmalarten überlappen sich. So sind die beiden Radebeuler Schlösser Hoflößnitz und Schloss Wackerbarth mit großen sie umgebenden Flächen denkmalpflegerische Sachgesamtheiten, die gleichzeitig mit ihren höfischen Gartenanlagen und den umgebenden Weinbauflächen der ehemaligen und auch heute noch existierenden Weingüter Werke der Landschafts- und Gartengestaltung darstellen. Darüber hinaus stehen innerhalb der Sachgesamtheiten zahlreiche als Einzeldenkmale aufgeführte Gebäude, im Falle der Hoflößnitz nicht nur das Schloss selbst und seine Nebengebäude wie das Kavaliershaus, sondern auch der Bismarckturm und das Spitzhaus sowie die dorthin führende Spitzhaustreppe. Auch die großen Friedhöfe der Stadt wie beispielsweise der Friedhof Radebeul-West und der Friedhof Radebeul-Ost sind sowohl denkmalpflegerische Sachgesamtheiten als auch Werke der Landschafts- und Gartengestaltung, in denen sich mit den Kapellen einzelgeschützte Baudenkmale befinden.
Ein großer Teil der Einzeldenkmale sind die geschützten Winzerhäuser und auch die zahlreichen Villen und Landhäuser, die häufig in großen Gartengrundstücken stehen (Werke der Landschafts- und Gartengestaltung) oder um die herum sich oftmals denkmalpflegerische Nebenanlagen finden. Darüber hinaus finden sich Siedlungen (Sachgesamtheiten), in den Dorfkernen zahlreiche Bauernhöfe (Einzeldenkmale) wie auch in den eher städtisch entwickelten Flächen Wohn- und Geschäftshäuser, Mietshäuser und seltener Industriebauten (Einzeldenkmale).

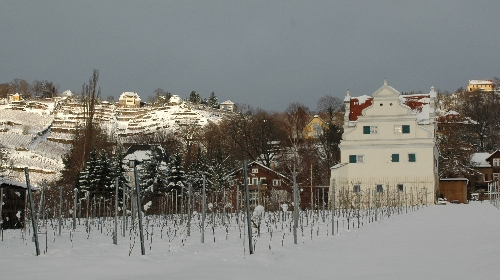
Herrenhaus Bennoschlösschen, Blick auf die winterlichen Rebflächen

Die Liste der Kulturdenkmale in Radebeul bzw. untenstehende Navigationsleiste verzweigt auf die wegen der Menge an Denkmalen nach Thema oder Stadtteilen getrennt erstellten Listen. In einem Teil der Listen sind historisch bedeutsame Gebäude ergänzt, die auch heute noch eine teils umfangreiche Rezeption erfahren und dem vollständigen Überblick dienen, so bei den Herrenhäusern, wo lediglich eines seinen Denkmalstatus wegen Umbauten vor einigen Jahren verloren hat und ein weiteres bereits zu Vor-Denkmalschutzzeiten zu sehr verändert wurde, um ihm heute diesen Status zuerkennen zu können. Das ändert jedoch nichts an seiner historischen Rolle innerhalb der Lößnitz, die wegen ihrer bevorzugten Lage auch Sächsisches Nizza genannt wird, zurückgehend auf einen Ausspruch des sächsischen Königs Johann um 1860.
Nicht fehlen soll der Vollständigkeit halber der sich im Denkmalschutzgebiet befindliche Todhübel, ein Bodendenkmal, auf dem sich wohl eine nicht mehr vorhandene, befestigte Gutsanlage aus dem 13. Jahrhundert befunden hat.
Die Adressen der zahlreichen Radebeuler Kulturdenkmale sind in der Liste der Straßen und Plätze in Radebeul nach Straßen zusammengefasst in einer eigenen Spalte dargestellt.
Während viele der Radebeuler Denkmale erst nach der Wende aufgenommen wurden, stand eine größere Zahl bereits in früheren Jahren unter Denkmalschutz: eine Aufstellung von Baudenkmalen aus DDR-Zeiten (1973 bzw. 1979) findet sich unter Liste der Denkmale der Kulturgeschichte in Radebeul (Straßenzüge und Komplette Anlagen: 7 Eintragungen sowie Einzelobjekte: 100 Eintragungen von 99 Objekten). In der dortigen Ergänzung aus der Kreisdenkmalliste von 1979 erhöhen sich die Positionen an Denkmalen der Kulturgeschichte (Denkmalbereiche [Ensembles] und Straßenzüge: 14 Eintragungen sowie Denkmale der Architektur: 180 Eintragungen). Denkmale der politischen Geschichte finden sich in der Kategorie:Denkmal der politischen Geschichte (Kreis Dresden-Land).

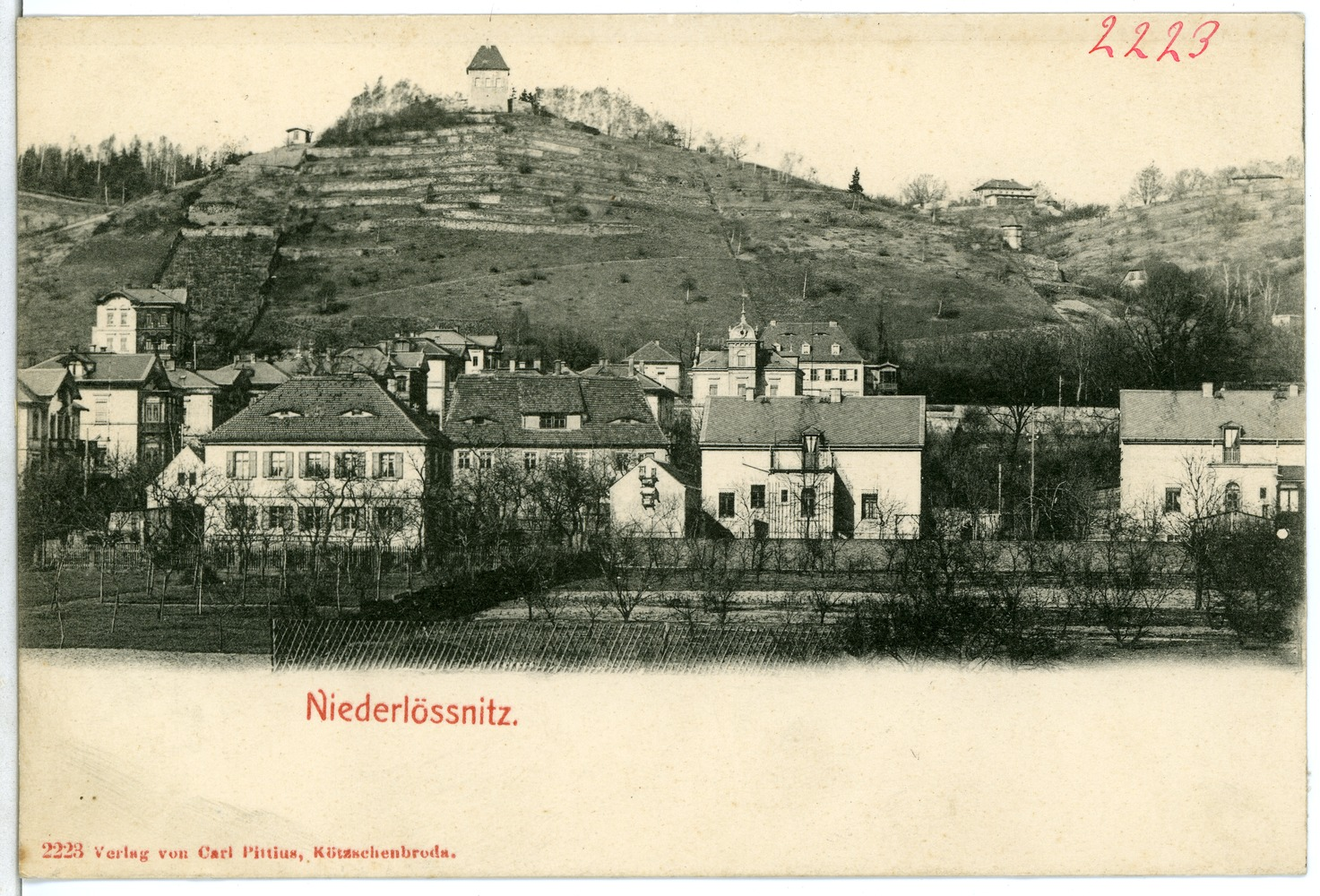
Diese Ansichtskarte von Brück & Sohn von der Niederlößnitz zeigte 1901 ein Dutzend im Jahr 2000 denkmalgeschützter Gebäude vor der Kulisse des Minckwitzschen Weinbergs

Für das Gebiet der Lößnitzortschaften wurde bereits 1904 von Gurlitt im Rahmen seiner Fundamentalinventarisation eine Beschreibung von 32 Kunstdenkmälern verfasst. Aus diesen stellte Dehio 1905 neun Kunstdenkmäler im Rahmen seines Handbuchs der deutschen Kunstdenkmäler heraus.
Aufgrund des 1909 in Sachsen erlassenen Gesetzes gegen Verunstaltung von Stadt und Land, des ersten sächsischen Denkmalschutzgesetzes, erließ die Landgemeinde Niederlößnitz 1912 ein Ortsdekret zum Schutz des auch bei Dehio geführten Anwesens Wackerbarths Ruh’, um dieses gegen Parzellierungsbestrebungen (Zersiedelung) zu schützen. 1915 folgte die Landgemeinde Oberlößnitz mit einem Ortsgesetz gegen die Verschandelung der Hoflößnitz nebst Anlagen und Umgebung, um die weitere Aufteilung der 2,8 Hektar großen Kernfläche des ehemals königlich/kurfürstlichen, um 1401 entstandenen Weinguts Hoflößnitz gegen weitere Zersiedlung zu schützen.